# Provincia de Savonia y Carelia

Provincia de Savonia y Carelia (número 6) en Finlandia.

Savonia y Carelia (en sueco: Savolax och Karelens län, en finés: Savonlinnan ja Karjalan lääni) fue una provincia de Suecia de 1775 a 1809 y del Gran Ducado de Finlandia de 1809 a 1831. Se formó en 1775 cuando la provincia de Savonia y Kymmenegård se dividió en las de Savonia-Carelia y de Kymmenegård. La ciudad de residencia era Kuopio. 
Por el tratado de Fredrikshamn de 1809, Suecia cedió todos sus territorios en Finlandia al este del río Torne a Rusia. La provincia de Savonia y Carelia fue sucedido en 1831 por la provincia de Kuopio en el Gran Ducado de Finlandia. Partes menores de la provincia se fusionaron con la provincia de Mikkeli.

## Gobernadores
- Otto Ernst Boije (1775-1781)
- Georg Henrik von Wright (1781-1786)
- Simon Vilhelm Carpelan (1786-1791)
- Anders Johan Ramsay (1791-1803)
- Eric Johan von Fieandt (1803)
- Olof Wibelius (1803-1809)
- Simon Vilhelm Carpelan (1809-1810)
- Gustaf Aminoff (1810-1827)
- Carl Klick (1828-1829)
- Lars Sacklen (1829-1831)

- Datos: Q3277084